# Arië

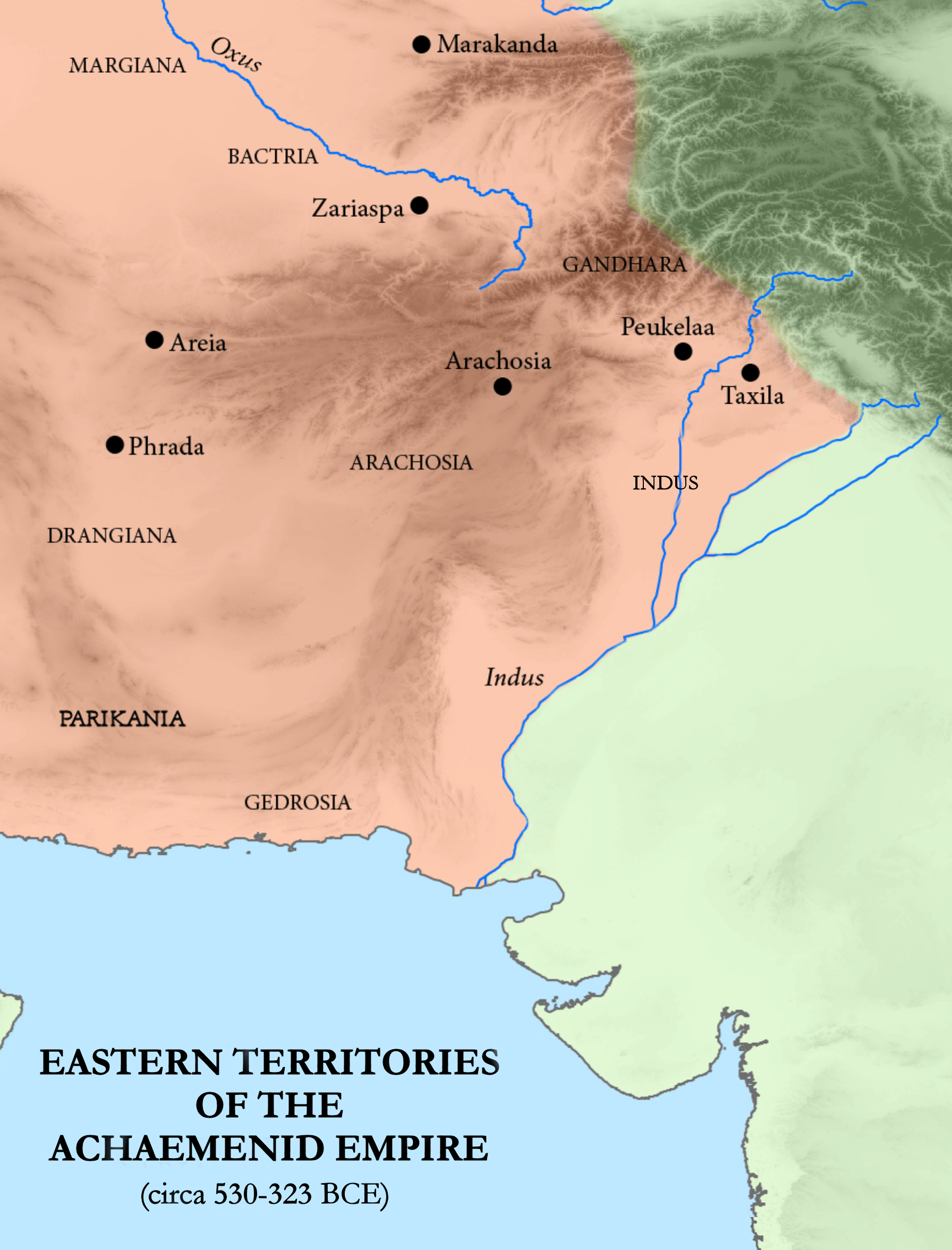
Oostelijke satrapieën van het Perzische Rijk.

Arië (Ἀρ(ε)ία Ar(e)ía; آريا; Latijn Aria) is een Perzische regio gecentreerd rond de stad Herat in het hedendaagse Afghanistan.

## Geschiedenis
Het Perzische district Arië wordt vermeld in de lijst van de provincies die in verschillende koninklijke inscripties gevonden wordt. 
Tegen de tijd van Alexander de Grote was Arië duidelijk een belangrijke satrapie geworden. Het werd geleid door een satraap, Satibarzanes genaamd, die een van de drie belangrijkste Perzische ambtenaren in het oosten van het rijk was, samen met de satraap Bessos van Bactrië en Barsaentes van Arachosië. Op het einde van 330 v.Chr. veroverde Alexander de Grote de Arische hoofdstad Artacoana. De provincie werd later een deel van het Seleucidische Rijk, maar werd verschillende keren veroverd door anderen en werd deel van het Parthische Rijk in 167 voor Christus. Arië werd ergens tussen het einde van de 2de en de vroege 3de eeuw n.Chr. veroverd door Kushana, dat de provincie later in ca. 230 verloor aan het Sassanidenrijk, waar het bekend werd als Harev.